# Substrat (biologi)
Substrat är inom biologin det underlag som en växt, ett djur eller en svamp lever på. Olika substrat kan vara uppbyggda av både biotiska och abiotiska beståndsdelar. Till exempel kan algtäcken på klippor (som då är algernas substrat) själva utgöra ett substrat för andra organismer, som alltså i sin tur lever ovanpå algerna.
Vid bakterieodling i petriskålar i laboratorier är substratet ofta en agarplatta  med det näringsämne som bakterierna växer i.